# Barbados Amateur Basketball Association
Der Barbadische Basketballverband ist der offizielle Basketballverband auf den Barbados. Er hat seinen Sitz in St. Michael.

## Geschichte und Aufgaben
Der Verband wurde 1962 gegründet und ist seit 1962 Mitglied der Fédération Internationale de Basketball (FIBA) und damit auch Mitglied der FIBA Amerika. Präsident des Verbandes ist zur Zeit Francis Williams. Seine Generalsekretärin ist Charlene Georgina Leacock.
Der Verband ist für die Organisation, Leitung und Entwicklung des Basketballsports auf Barbados verantwortlich. Der Verband vertritt den Basketballsport gegenüber Behörden sowie nationalen und internationalen Sportorganisationen.
Zusätzlich verteidigt der Verband auch die moralischen und materiellen Interessen des Barbadischen Basketballs. Der Verband organisiert die Nationale Meisterschaft und ist für die Barbadische Basketballnationalmannschaft und die Barbadische Basketballnationalmannschaft der Damen verantwortlich.

## Fakten zum Verband
| Kriterium               | Fakten                    |
| ----------------------- | ------------------------- |
| Gründungsjahr           | 1962                      |
| FIBA-Mitgliedschaft     | Ja                        |
| Jahr des FIBA-Beitritts | 1962                      |
| Kontinental Verband     | FIBA Amerika              |
| Sitz des Verbandes      | St. Michael               |
| Präsidentin             | Francis Williams          |
| Generalsekretär         | Charlene Georgina Leacock |
| Höchste Liga            |                           |
| Sonstiges               |                           |